# 赵元佐

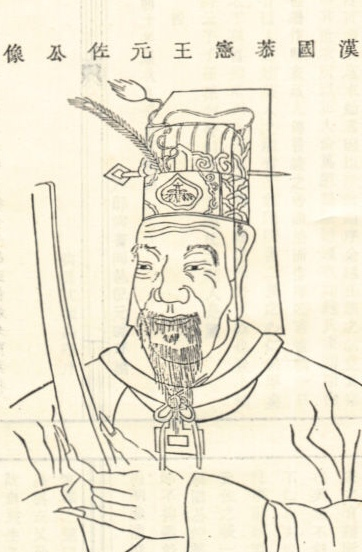
赵元佐

赵元佐（965年—1027年），本名赵德崇，字惟吉，宋朝宗室，宋太宗赵光义长子，宋真宗赵恒同母兄，母为元德皇后李氏。
年少時聰明機警，身形舉止與宋太宗相似，甚得宋太宗喜愛。十三歲時，跟隨著到近郊狩獵，前方有一隻兔子，宋太宗叫趙元佐射看看，結果一發而中，契丹使節在旁邊看到，十分訝異。早年随父亲出征太原、幽州的蓟地。太平興國年間，出居內東門別第，拜檢校太傅、同中書門下平章事，封卫王，赴上中書。後徙居東宮，改賜今名，加檢校太尉，進封楚王。
太平兴国七年（982年），秦王赵廷美被贬至涪陵，赵元佐试图拯救，后赵廷美死，赵元佐发疯，并伤及旁人。雍熙二年，重阳节太宗大宴，唯独不召他参加，于是发怒焚烧宫廷。后被废为庶人。赵光义三子宋真宗赵恒即位后，念及兄情，恢复其爵位。天圣五年（1027年），赵元佐驾薨，赠河中、凤翔牧，追封齐王，谥号恭宪。后改封潞王，又改魏王，宋徽宗时改封汉王。

## 妻妾
- 楚国夫人冯氏（964－996），中书令冯继业的幼女。生于干德三年，孝承父母，仁接姻亲，至道二年十月二十七日薨于王邸，享年三十二。
- 继夫人王氏

## 子孙
趙元佐有趙允升、趙允言、趙允成三个儿子。
因他被废，他的子孙在靖康之变中未被金人俘虏北上，可谓因祸得福。南宋名臣趙汝愚是赵元佐的七世孙。
- 汉恭宪王赵元佐
  - 汉懿恭王赵允升
    - 汉东侯赵宗楷
      - 建国懿恭公赵仲晊
        - 西头供奉官赵士许
          - 申国公赵不韦
            - 江西兵马都监赵善应
              - 赵汝愚

    - 赵宗旦
    - 赵宗惠
    - 赵宗悌

  - 赵允言
    - 赵宗望
    - 赵宗说
    - 赵宗立

  - 赵允成
    - 赵宗颜
    - 赵宗颉
    - 新平恭靖郡王趙宗保（入嗣趙元僖为孙）
      - 安德军纯僖节度使赵仲恕
        - 燕国公赵士盉
          - 忠训郎赵不愆
            - 赵善元

    - 赵宗讷
    - 赵宗鼎
    - 赵宗严
    - 赵宗鲁
    - 赵宗儒
    - 赵宗奭

  - 平恩县主，景德二年六月卒
  - 隆安县主，景德三年六月卒